# Anufo
Anufo, även känt som Chakosi, är ett Niger-Kongospråk med 137600 talare, varav 13800 i Benin (2002), 66000 i Ghana (2003) och  57800 i Togo. Det finns radioprogram på språket.